# Werfer-Granate 21

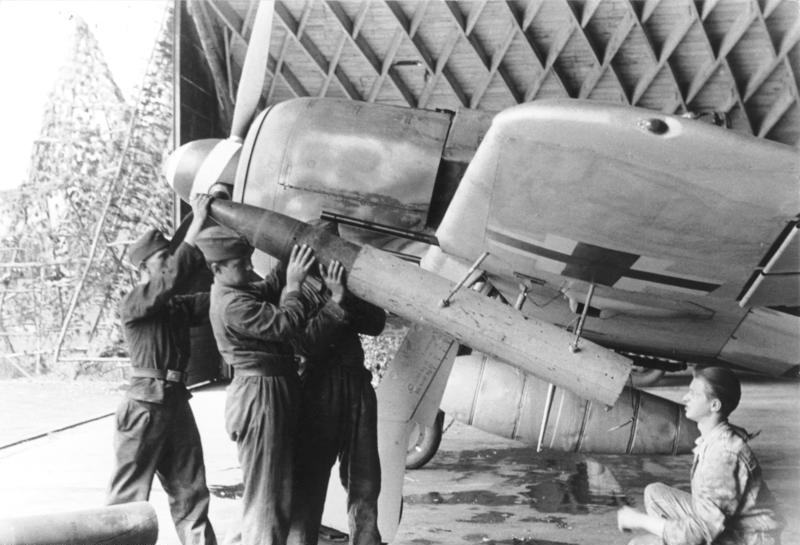
Uma tripulação de solo a equipar um Fw 190 com mísseis Werfer-Granate 21,

Werfer-Granate 21 foi um lança-foguetes, também conhecido por BR 21 nos manuais oficiais da Luftwaffe, usado durante a Segunda Guerra Mundial pela Luftwaffe, tendo sido o primeiro lança-foguetes usados por aeronaves alemães. Entrou em serviço em 1943. Foi desenvolvido por Rheinmetall-Borsig sob a liderança de Rudolf Nebel, que havia sido pioneiro no desenvolvimento de foguetes ofensivos montados nas asas de aviões durante a Primeira Guerra Mundial pela Luftstreitkräfte. As primeiras aeronaves a serem equipadas com esta arma foram o Bf 109, Fw 190 e Bf 110. O devastador efeito desta arma tornou-se evidente no dia 14 de Outubro de 1943, quando uma força de 291 bombardeiros americanos B-17 voaram em missão para bombardear posições alemães; destes 291, 60 foram abatidos, 60 voaram para trás e perderam-se ou despenharam-se e 131 conseguiram aterrar, porém com danos tão fortes que não puderam ser reparados.